# Centruroides vittatus
Centruroides vittatus (лат.) — вид скорпионов из рода Centruroides. Жалит болезненно, но убить человека яд не может.

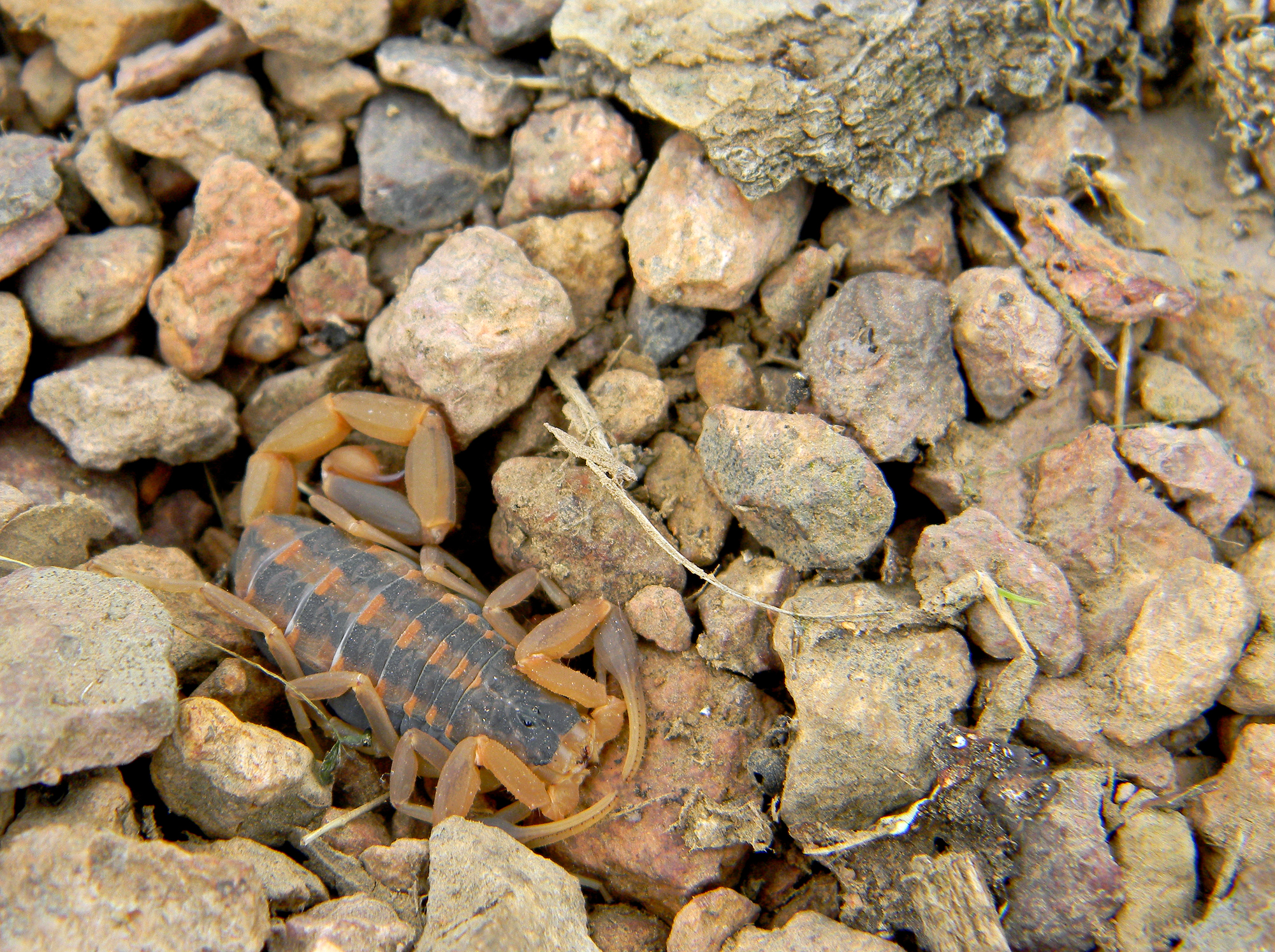
Прячется в камнях

## Описание
Размер взрослого скорпиона достигает 6 см. У самцов хвост более длинный, чем у самок. Цвет тела у взрослых варьируется от жёлтоватого до коричневого, с двумя широкими чёрноватыми полосками на верхней поверхности карапакса. Популяция в Национальном парке Биг Бенд часто бывает полностью бледной. На передней части области головы над глазами (срединными и боковыми) есть тёмная треугольная отметина. Молодь светлее, а основание педипальп с последним сегментом на теле тёмно-коричневые или чёрные. Отличается тонкими педипальпами и длинным, тонким хвостом.

## Яд
Яд малотоксичный. Обычно после укуса вызывает острую боль и отёк. Ядовитые нейротоксины вызывают спазмы и парестезии скелетных мышц, особенно в месте укуса, на лице с языком. Иммунологические реакции не документированы.

## Размножение
Спаривание происходит весной, в начале лета и осенью. Беременность занимает 8 месяцев. Рождается 13-47 детёнышей, чаще 31. Детёныши линяют 6 раз, до наступления половой зрелости. Крупные самки вида производят больше потомства, чем более мелкие.

## Ареал
Северная Америка (Мексика, США (Арканзас, Колорадо, Иллинойс, Луизиана, Миссури, Небраска, Нью-Мексико, Оклахома, Техас). Это самый распространенный скорпион в США.
В естественной среде обитания, вид можно встретить в щелях и расщелинах. Высоко адаптивный вид, переносящий хорошо довольно разные климатические условия. Ассоциируется с мёртвой растительностью, человеческими домами и упавшими брёвнами. Лазает по деревьям и стенам, из-за чего его часто находили на чердаках в домах. В период жаркой погоды перемещается в жилые помещения, спасаясь на чердаках от высоких температур. В некоторых районах есть высокая концентрация данного вида. Он выживает при отрицательных температурах, допуская ограниченное замораживание тканей тела.